# Libyens historie under Muammar Gaddafi
Libyens historie under Muammar Gaddafi strakte sig over en periode på mere end fire årtier fra 1969 til 2011. Gaddafi blev de facto statsoverhoved den 1. september 1969, efter en gruppe unge libyske officerer foretog et ublodigt statskup mod Kong Idris. Efter det libyske monarkis fald, suspenderede Gaddafi landets forfatning og proklamerede Libyens Revolutionære Kommandoråd (LRK), ledet af Gaddafi selv, som udgjorde det ledende organ i den nye libyske republik, med mottoet "frihed, socialisme og sammenhold".
Efter at være kommet til magten, indledte LRK politiske reformer, der skulle flytte midler, og sikre uddannelse, sundhedsvæsen og boliger til alle. Selvom reformerne aldrig slog effektivt igennem, blev offentlig uddannelse gratis, mens grundskolen var tvungen for begge køn. Lægebehandling blev tilgængelig for befolkningen, uden at de skulle betale. Ønsket om at tilbyde alle libyer boliger voldte dog LRK problemer. Under Gaddafi steg per capita indkomst til mere end $11.000 USD, der i samtiden var den femte højeste i Afrika. Den stigende velstand blev ledsaget af en kontroversiel udenrigspolitik samt øget intern politisk undertrykkelse.
Navnet på landet blev ændret af flere omgange, mens Gaddafi var leder. Fra starten blev staten døbt Den Arabiske Republik Libyen. I 1977 blev dette navn ændret til Socialistisk Arabiske Folkerepublik Libyen Jamahiriya, hvor Jamahiriya er et begreb, opfundet af Gaddafi, der som regel oversættes til "massernes stat". Landet blev igen omdøbt i 1986 til Den Store Socialistisk Arabiske Folkerepublik Libyen Jamahiriya. I løbet af 1980'erne og 1990'erne støttede Gaddafi åbent løsrivelsesbevægelser, som f.eks. Nelson Mandelas African National Congress, PLO, Den Irske republikanske hær og Polisario (Vestsahara), der førte til forringelse internationale relationer med flere stater, der kulminerede med amerikanske bombning af Libyen i 1986. Efter terrorangrebet den 11. september 2001 blev de fleste internationale forhold imidlertid mere normaliseret.
I begyndelsen af 2011 brød der en borgerkrig ud i forbindelse med den brede opstand i "det arabiske forår". Den Benghazi baserede oppositionen til Gaddafi, dannede den 27. februar 2011 det det libyske overgangsråd. Formålet var, at det skulle fungere som en midlertidig myndighed i de områder, som oprørene kontrollerede. Efter Gaddafis styre udførte en række grusomme handlingen, og truede med yderligere blodsudgydelser, intervenerede en international koalition, ledet af NATO, den 21. marts 2011, med det formål at beskytte civilbefolkningen mod regeringen. På samme tid udstedte Den Internationale Straffedomstol en arrestordre mod Gaddafi og hans nærmeste den 27. juni 2011. Gaddafi blev væltet fra magten i kølvandet på slaget om Tripoli mod oprørstyrkerne 20. august 2011. Gaddafi flygtede til sin hjemby Sirte, som han den 1. september 2011 erklærende som Libyens nye hovedstad. Faldet af de resterende pro-Gaddafi-kontrollerede byer og Sirte, samt tilfangetagelsen og det efterfølgende drab på ham, markerede afslutningen på de 42 års Gaddafi-regime.

## Statskup 1969
Opdagelsen af betydelige oliereserver i 1959 og de efterfølgende indtægter fra salget, muliggjorde at Kongeriget Libyen gik fra at være en af verdens fattigste nationer til en velhavende stat. Selvom olieindtægterne havde forbedret regeringens finanser drastisk, forblev mange af nationens rigdomme på Kong Idris' hænder. Det skabte utilfredshed blandt befolkningen, som især efter fremkomsten af nasserisme og arabisk nationalisme/socialisme i det nordlige Afrika, udviklede sig stødt.
Den 1. september 1969 kørte en gruppe på omkring 70 unge officerer fra Frie officerers Hær (FOH), for at overtage kontrollen med regeringen i Benghazi. Inden for to timer havde gruppen overtaget kontrollen, og med et slag afskaffede den libyske monarki. Flere militære enheder meldte hurtigt deres støtte til kuppet, og inden for få dage fast etableret militære kontrolpunkter i Tripoli og flere andre steder i landet. Gaddafi frygtede modstand i Cyrenaica og Fezzan, som dog hurtigt viste sig at være ubegrundet. Kuppet fik en populær modtagelse, især blandt yngre mennesker i byområderne. Der blev ikke rapporteret nogle dødsfald eller voldelige hændelser i forbindelse med kuppet.
"Den arabiske socialistiske union i Libyen", som tog ansvaret for kuppet, blev ledet af et tolv mand stort direktorat. Efterfølgende oprettede de samme mænd Libyens Revolutionære Kommandoråd (LRK), der udgjorde libyske regering efter kuppet. I den oprindelige proklamation den 1. september, havde LRK erklærede landet for at være en fri og suveræn stat, navngivet Den Arabiske Republik Libyen, i hvilken de fortsatte; "vejen til frihed, sammenhold og social retfærdighed, er at sikre lighed for sine borgere, og åbne døren for, at alle kan tage et hæderligt arbejde". Det tyrkiske og italienske regime, samt den nu væltede konges regering, blev karakteriseret som den "mørke middelalder", hvorfra det libyske folk blev opfordret til at bevæge sig fremad som "frie brødre", klar til ny alder med velstand, lighed og ære.
LRK meddelte de diplomatiske repræsentanter i Libyen, at de revolutionerende ændringer ikke var blevet dikteret fra udlandet, og at de eksisterende traktater og aftaler vil forblive gyldige. Samtidig ville udenlandske liv og ejendom blive beskyttet. LRK modtog hurtigt diplomatisk anerkendelse fra hele verden. USAs anerkendelse blev officiel forlænget den 6. september.
Den manglende interne modstand taget i betragtning, viste det sig, at faren for den nye regering lå i, at den afsatte kong Idris, eller denne arving Hasan ar Rida, inspirerede befolkningen til opstand. Hasan ar Rida var blevet taget forvaring, da gruppen overtog magten, sammen med flere andre højtstående civile og militære embedsmænd i den kongelige regering. Få dage efter kuppet gav Hasan officielt afkald på sine rettigheder til tronen, udtalte sin støtte til den nye regering, og opfordrede folk til at acceptere det uden vold. Kong Idris, der kommunikerede gennem præsident Nasser med LRK, tog afstand fra de rapporterede forsøg på at sikre britiske intervention, samtidig med at han fralagde nogen intentioner om at vende tilbage til Libyen. Til gengæld meddelt LRK, at hans familie ville blive garenteret sikkerhed. På den forheværende konges egen anmodning, og med Nasser godkendelse, tog Idris bopæl i Egypten, og blev her til sin død i 1983.
Den 7. september 1969 meddelt LRK, at det havde udpeget en regering, der skulle tage styringen i den nye republik. Den amerikansk-uddannet tekniker, Mahmud Sulayman al-Maghribi, som havde været fængslet siden 1967 for sine politiske aktiviteter, blev udpeget som premierminister. Han ledede den otte mand store regering, hvoraf seks, ligesom Maghrabi, var civile og to Adam Said Hawwaz og Musa Ahmad, var officerer. Ingen af officererne var medlem af LRK. Regeringen blev bedt udarbejde landets nye forfatning. Den følgende dag blev det besluttet i LRK at forfremme Kaptajn Gaddafi til oberst og udpege ham øverstkommanderende for de libyske væbnede styrker. Selvom LRK talsmænd indtil januar 1970, nægtede at blive benævnt andet end LRK-medlemmer, var det tydeligt at fra denne dato og fremefter, at lederen af LRK, og dermed de facto statsoverhoved var Gaddafi.
Udenlandske analytikere var hurtige til at påpege de slående ligheder ellem den libyske statskup i 1969, og det egyptiske i 1952, hvor Nasser var kommet til magten, var det klart, at den egyptiske erfaring og den karismatiske figur Nasser havde dannet model for FOH. I de sene måneder af 1969, skete der en kraftig stigning i indenlandske reformer, udarbejdet af LRK. Heriblandt proklamerede LRK bl.a. "neutralitet i konfrontationen mellem supermagterne" og modstand mod alle former for kolonialisme og "imperialisme". Det blev også tydeligt, at LRK ønskede en arabisk stat, hvor bl.a. støtten til palæstinæserne sag mod Isreal, var hedt for LRK. LRK vedtog Sunni-islam som landets statsreligion. Det afskaffede parlamentariske institutioner, alle lovgivende funktioner bliver antaget af LRK, og fortsatte det forbud mod politiske partier, som Idris havde vedtaget i 1952. Den nye regering havde kategorisk afvist kommunismen - er stor årsag var, fordi de var ateister - og officiel havde trolovet en arabisk fortolkning af socialisme, integrerede islamiske principper med sociale, økonomiske og politiske reformer. Libyen var blevet, næsten overnight, forvandlet fra en "traditionelt konservativ arabisk stat" til gruppen af "radikale nationalistiske stater".

## Den Arabiske Republik Libyen (1969-1977)
Den Arabiske Republik Libyen (arabisk: الجمهورية العربية الليبية, Al-Jumhūrīyah Al-ʿArabiyyah Al-Lībiyyah; italiensk: Repubblica Araba Libica) var det officielle navn, som anvendtes i Libyen fra 1969 til 1977.

### Forsøg på kontrarevolutionære kup
Gaddafi overtog magten med et militært statskup 1. september 1969, ved at styrte det daværende libyske monarki, og etablerede i første omgang et republik, der var stærkt inspireret af Egyptens præsident Nasser politiske ideologi. Gaddafi insisterede, sammen med sine nærmeste medarbejdere, på at deres regering ikke skulle hvile på individuel ledelse, men snarere på kollegial beslutningstagning.
Der gik dog ikke længe, før den første store regeringsrokade fandt sted. I december 1969 blev forsvarsminister Said Adam Hawwaz og indenrigsminister Musa Ahmad anholdt og anklaget for at planlægge et kup. 
Efter krisen dannede Gaddafi en ny regering, hvor han selv bevarede sin post som formand for Det Revolutionære Kommandoråd (LRK), samtidig med han selv bliver premierminister og forsvarsminister. Abdessalam Jalloud, der generelt blev betragtet som Gaddafis nærmeste, overtog posten som indenrigsminister og vicepremierminister. Den daværende regering bestod af tretten medlemmer, hvoraf fem var officerer fra LRK.
Regeringen blev igen udfordret i juli 1970, da Abdullah Abid Sanusi og Ahmed al-Senussi, slægtninge af Kong Idris 1., samt grupperinger fra Fezzan-provinsen planlagde at overtage magten. Komplotten blev dog forpurret, hvorefter en ny regering kom til at indeholde et flertal fra LRK.

### Konsolidering af Gadaffis kontrol
Fra starten havde enkelte talsmænd fra LRK udtalt hensigt med at bringe det "hedengangne regime" til regnskab. I 1971 og 1972 blev mere end 200 tidligere regeringsembedsmænd, inklusiv syv premierministre og talrige minstre, såvel som tidligere kong Idris og medllemer af hans familien, bragt for retten i den Libyske Folkedomstol, anklaget for forræderi og korruption. Mange, der ligesom Idris levede i eksil, blev retsforfulgt in absentia. Selvom en stor procentdel af de anklagede blev frikendt, modtog andre straffe på op til 15 års fængsel og store bøder. Fem blev idømt dødstraf, alle, pånær én, skete det in absentia, blandt dem Idris. Fatima, den tidligere dronning, og Hasan ar Rida blev idømt hhv. fem og tre år i fængsel.
I mellemtiden havde Gaddafi og LRK opløst Sanussiya, og officielt nedgraderet dens historiske rolle i forbindelse med Libyens uafhængighed. Han angreb flere regionale bevægelser og utallige stammer, der blev vurderet som en trussel mod social fremgang og en samlet arabisk enhed. Samtidig fjernede hans de traditionelle stammeledere, og tegnede nye administrative grænser på tværs stammegrupperinger.
De "Frie Officerers Hær (FOH)" blev i 1971 omdøbt til "Den arabiske socialistiske union i Libyen" (ASU), efter egyptisk model. Gaddafi gjorde det til det eneste lovlige parti i Libyen. Gaddafi ville "hæve den politiske bevidsthed libyere" og "at støtte LRK i at formulere den offentlige politik gennem debat i åbne fora." Fagforeningerne blev indarbejdet i ASU, og strejker blive forbudt. Pressen, allerede er genstand for censur, blev i 1972 officielt benævnt som en kilde til revolution. I oktober 1970 blev Italienerne og Jødiske ejendomme konfiskeret, og befolkningsgrupperne fordrevet fra landet.
I 1972 sluttede Libyen sig til Føderationen af Arabiske Republikker sammen med Egypten og Syrien, men den tilsigtede forening af pan-arabiske stater aldrig haft den tilsigtede succes, og var reelt nedlagt i 1973.
Som månederne gik, Gaddafis vision om at skabe pan-arabiske og islamistske stat, blev fastlåst fast i en dødelig kamp med, hvad han kaldte dæmoniske kræfter, imperialisme og zionismen. Han hævdede især at nabolandenes orientering mod internationale verden var farlig, og at der skulle bruges flere kræfter på interne anliggender. Som følge af den fastlåste situation, udnævnte Gaddafi Mahmud Sulayman al-Maghribi til premierminister i 1972 i stedet for ham selv. To år senere overtog al-Maghribi de resterende administrative opgaver fra Gaddafi, således han kunne afsætte al sin tid til revolutionære teoretisering. Gaddafi var øverstkommanderende for de væbnede styrker og de facto statsoverhoved.

### Tilpasning til Sovjet
Tekst mangler, hjælp os med at skrive teksten

### Oliepolitik
Tekst mangler, hjælp os med at skrive teksten

### Overgang tilJamahiriya(1973-1977)
Tekst mangler, hjælp os med at skrive teksten

## Den Store Socialistisk Arabiske Folkerepublik Libyen Jamahiriya (1977-2011)
Tekst mangler, hjælp os med at skrive teksten

### Navn
Tekst mangler, hjælp os med at skrive teksten

### Reformer (1977-1980)
Tekst mangler, hjælp os med at skrive teksten

### Miltær
Tekst mangler, hjælp os med at skrive teksten

#### Krigen mod Chad og Egypten
Tekst mangler, hjælp os med at skrive teksten

#### Den islamitiske legion
Tekst mangler, hjælp os med at skrive teksten

#### Forsøg på fremstilling af atomare- og kemiske våben
Tekst mangler, hjælp os med at skrive teksten

#### Hændelser ved Sidrabugten og amerikanske luftangreb
Tekst mangler, hjælp os med at skrive teksten

### Internationale relationer
Tekst mangler, hjælp os med at skrive teksten

#### Afrika
Tekst mangler, hjælp os med at skrive teksten

#### Gaddafi og international terrorisme
Tekst mangler, hjælp os med at skrive teksten

#### Internationale sanktioner efter Lockerbie-bombningen (1992-2003)
Tekst mangler, hjælp os med at skrive teksten

#### Normalisering af internationale relationer (2003-2010)
Tekst mangler, hjælp os med at skrive teksten

#### Udrensningslove
Tekst mangler, hjælp os med at skrive teksten

## Opposition, kup og opstande
Tekst mangler, hjælp os med at skrive teksten

### Politisk undertrykkelse
Tekst mangler, hjælp os med at skrive teksten

### Opposition til de Jamahiriya-reformerne
Tekst mangler, hjælp os med at skrive teksten

### Mord på libyske flygtninge
Tekst mangler, hjælp os med at skrive teksten

### Politisk uro i 1990'erne
Tekst mangler, hjælp os med at skrive teksten

## Borgerkrig og Gaddafis fald
Tekst mangler, hjælp os med at skrive teksten